# Flattergeist
Flattergeist, auch Irrwisch, Die Leichtbeschwingte, Springinsfeld, Die Grille, Eine kunstliebende Frau, Leichtsinn, Ein Quecksilber und Windbeutel (russisch Попрыгунья, Poprygunja), ist eine Erzählung des russischen Schriftstellers Anton Tschechow, die in den ersten beiden Januarheften 1892 der Zeitschrift Sewer (Der Norden, russ. Север) erschien.
Die Übertragung ins Deutsche von Luise Flachs-Fokschaneanu kam 1897 unter dem Titel Windbeutel bei August Schupp in München auf den deutschsprachigen Büchermarkt. Übersetzungen von C. Berger und E. Lockenberg folgten 1901 und 1903. Übertragungen in andere Sprachen: 1891 ins Ungarische (Az orvos felesége), 1895 ins Tschechische (Pozdě – etwa: Zu spät), 1898 ins Bulgarische (Безгрижна – Die Unbeschwerte) und ins Französische (Tête à l'évent), 1903 ins Schwedische (Vindböjtel), 1904 ins Serbokroatische (Лептир) sowie 1908 ins Englische (The Grasshopper).

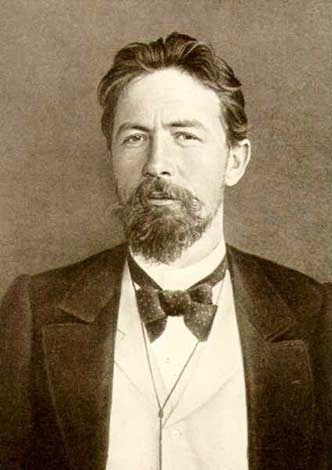
Anton Tschechow

## Handlung
Zur Ehe der 23-jährigen Olga Iwanowna mit dem 31-jährigen Arzt Ossip Stepanytsch Dymow merkt der Erzähler an, das Paar „lebte ausgezeichnet zusammen“. Olgas Vater hatte zu Lebzeiten mit dem „außeretatmäßigen Oberarzt“ Dymow im selben Krankenhaus gearbeitet. Dymow hatte den schließlich Erkrankten aufopferungsvoll ärztlich betreut. Während der Wacht am Krankenbett des Vaters hatte Olga ihren späteren Mann schätzen und lieben gelernt.
Olga ist eine leichtbeschwingte, kunstliebende Frau; genauer, ein Flattergeist, der in allen möglichen Künsten dilettiert. Ganz besonders hat es Olga der etwa 25-jährige Genre-, Tier- und Landschaftsmaler Rjabowski – ein sehr schöner hellblonder Mann – angetan. Also malt Olga.
Der gutmütige Dymow hält still. Wenn er abends abgespannt aus dem Krankenhaus kommt, bewirtet der Ruhebedürftige auch noch all das leichtlebige Künstlervolk, das sich gewöhnlich um Olga und jenen Rjabowski schart.

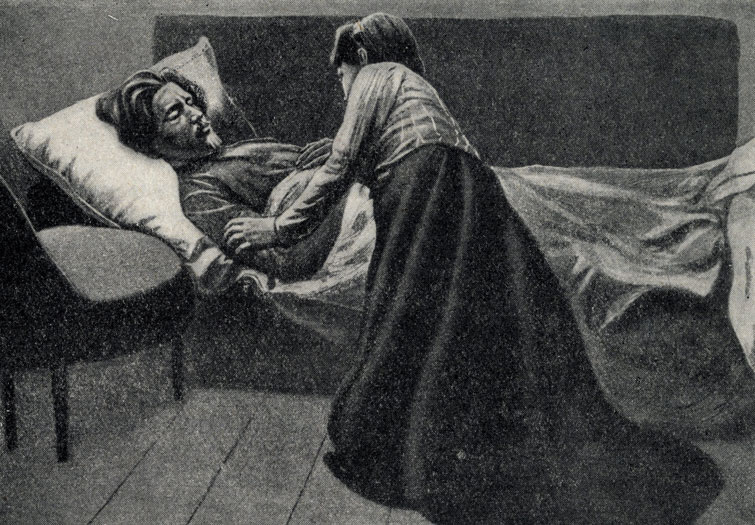
Olga an Dymows Krankenlager
(Zeichner: I. A. Bodjanski (1904))

Außerhalb der Stadt lebt Olga mit Rjabowski und ein paar anderen Künstlern an der Wolga auf dem Lande. Dymow unterstützt seine Frau monatlich finanziell. Olga wird von Rjabowski nicht geliebt, sondern lediglich ausgenutzt. Enttäuscht muss dies Olga zur Kenntnis nehmen und kehrt heim. Der nicht allwissende Erzähler vermutet, Dymow ahnt, dass er betrogen wird. Als ob der Arzt selber Schuld trüge, schaut er Olga nicht mehr in die Augen. Jedenfalls ist sein Frohsinn der ersten Ehemonate verflogen. Aber Dymow lässt sich Fremden gegenüber nichts anmerken. Die Schar der in seinem Hause ein und aus gehenden Künstler und deren Gefolge bewirtet er weiterhin. Einen Versuch zur Rettung seiner Ehe unternimmt Dymow noch. Er berichtet Olga von seiner erfolgreich verteidigten Dissertation. Der künftige Dozent für allgemeine Pathologie Dr. Dymow will seiner Frau den Fehltritt verzeihen, falls sie auf diese erfreulichen Nachrichten hin einlenkt; also von weiterem Ehebruch mit dem Maler absieht. Olga aber hat an jenem Abend nur eines im Kopfe: Die Frau will pünktlich im Theater erscheinen.
Dymow steckt sich im Krankenhaus absichtlich mit Diphtherie an und stirbt. Zu spät begreift Olga, was für eine Berühmtheit Dymow höchstwahrscheinlich geworden wäre.

## Zitat
- „...je unverständlicher er [Rjabowski] sprach, desto leichter verstand ihn Olga...“[5]

## Hintergrund

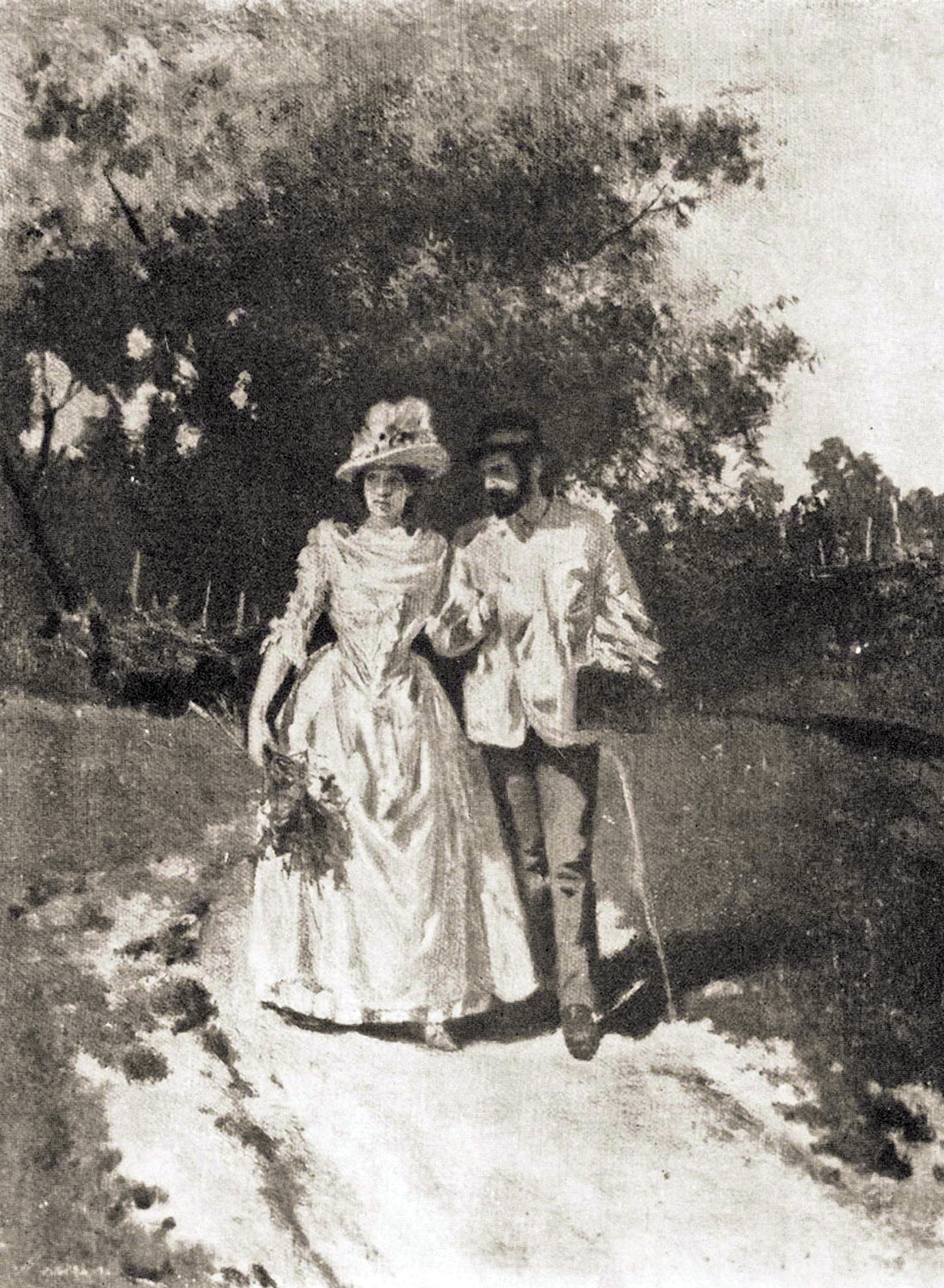
Sofja Kuwschinnikowa zusammen mit Isaak Lewitan (Maler: Alexei Stepanowitsch Stepanow (Beginn 20. Jahrhundert))

Das Ehepaar Dymow hat es – wie es Anton Tschechow schildert – nicht gegeben. Es ist aus im wirklichen Leben nicht zusammengehörigen Persönlichkeiten konstruiert. Für Dr. Dymow soll sich Anton Tschechow an die Biographie des russischen promovierten Arztes Illarion Iwanowitsch Dubrowo (russ. Илларион Иванович Дуброво) angelehnt haben. Für dessen Frau Olga hat der Autor Sofja Petrowna Kuwschinnikowa und für deren Liebhaber Rjabowski den Maler Isaak Iljitsch Lewitan als Vorbilder genommen.

## Adaptionen

### Verfilmung
- 1955, Mosfilm: Die Grille, Spielfilm von Samson Samsonow mit Ljudmila Zjelikowskaja als Olga Iwanowna und Sergei Bondartschuk als Dymow.[9]

### Hörbuch
- Anton Tschechow: Flattergeist. Die Übersetzung von Hertha von Schulz, gelesen von Ernst Schröder. 1 CD. Eichborn Verlag, Frankfurt am Main 2004.

## Selbstzeugnis
- In einem Brief an die Schriftstellerin und Memoirenschreiberin Lidija Alexejewna Awilowa[10] hat Anton Tschechow seinen Misserfolg beim Verwischen der Spuren beklagt. Mancher Porträtierte oder auch Karikierte hätte sich selbst erkannt und ihm die Freundschaft – zeitweise oder auch ganz – gekündigt. Sofja Kuwschinnikowa habe Anton Tschechow nie wieder kontaktiert. Alexander Pawlowitsch Lenski[11], der „Schauspieler vom Dramatischen Theater“[12], habe dem Autor die Publikation acht Jahre lang übelgenommen. Und Isaak Lewitan habe lediglich drei Jahre geschmollt, aber sogar eine Duellforderung gegen Anton Tschechow erwogen.[13]

## Rezeption
Russische Äußerungen
- Tolstoi lobt: „...ausgezeichnet! Zuerst der Humor und dann diese Ernsthaftigkeit... Man fühlt, sie wird nach seinem Tode genau wieder so sein.“[14]
- Solschenizyn fragt nach dem Grund für die unendliche Geduld Dr. Dymows. Nimmt der Arzt all die Eskapaden seiner Frau hin, weil er sie liebt?[15]
- Fadejew verreißt anno 1944 Anton Tschechow und führt als Beispiel für die „wirklich langweiligen Gestalten“[16] den Dymow an.

Neuere deutschsprachige Äußerungen
- Gerhard Dick[17] schreibt, zunächst habe die Erzählung Spießbürger und dann Ein großer Mensch geheißen. Der endgültige russische Originaltitel Poprygunja bedeute so viel wie „ein sehr lebhaftes, unruhiges, sich dauernd in Bewegung befindliches weibliches Wesen“.
- Das obengenannte Hörbuch besprachen am
  - 23. September 2004 Tobias Lehmkuhl in der Süddeutschen Zeitung,
  - 16. Januar 2010 Sandra Kegel in der FAZ.[18]

## Deutschsprachige Ausgaben
- Weiberregiment. In der Verbannung. Irrwisch. Drei Novellen. Übersetzung von E. Lockenberg. Reclam, Leipzig 1903[19]
- Die Leichtbeschwingte, S. 107–131 in Anton Tschechow: Das Glück und andere Erzählungen. Aus dem Russischen übertragen von Alexander Eliasberg. 187 Seiten. Wilhelm Goldmann Verlag, München 1962, Goldmanns gelbe Taschenbücher, Bd. 868
- Springinsfeld, S. 146–178 in Anton Tschechow: Meistererzählungen. Aus dem Russischen übersetzt von Hertha von Schulz. 431 Seiten. Aufbau-Verlag Berlin 1962
- Flattergeist. Übersetzung: Hertha von Schulz, S. 58–87 in: Anton Tschechow: Weiberwirtschaft. Meistererzählungen, Band aus: Gerhard Dick (Hrsg.), Wolf Düwel (Hrsg.): Anton Tschechow: Gesammelte Werke in Einzelbänden. 582 Seiten. Rütten & Loening, Berlin 1966 (1. Aufl.)
- Anton Pavlovič Čechov: Das erzählende Werk in zehn Bänden. Teil: Flattergeist. Erzählungen 1888–1892. Aus dem Russischen von Gerhard Dick. 381 Seiten. Diogenes, Zürich 1976. ISBN 978-3-257-20264-9

### Verwendete Ausgabe
- Irrwisch. S. 84–120 in A. P. Tschechow: Neue Meistererzählungen. Deutsch von Reinhold Trautmann. 367 Seiten. Dieterich’sche Verlagsbuchhandlung, Leipzig 1949 (Aufl. 1958, Vorwort 20 Seiten von R.M.)

### Sekundärliteratur
- Peter Urban (Hrsg.): Über Čechov. 487 Seiten. Diogenes, Zürich 1988 (Diogenes-Taschenbuch 21244). ISBN 3-257-21244-5

## Anmerkung
1. ↑  Anton Tschechow teilt dem Leser jene Absicht Dymows nur indirekt mit. Es erscheint im Kontext als unwahrscheinlich, dass der gestandene Mediziner Dymow derart unbekümmert arbeitet. Einer seiner Kollegen kann die geradezu selbstmörderische Arbeitsweise nicht verstehen: „Am Dienstag saugte er [Dymow] einem Knaben durch ein Röhrchen den Belag der Schleimhäute aus. Und wozu?... rein aus Dummheit.“ (Verwendete Ausgabe, S. 114, 14. Z.v.u.)